# Olszewo-Tosie
Olszewo-Tosie – przysiółek wsi Olszewo-Grzymki w Polsce, położony w województwie mazowieckim, w powiecie mławskim, w gminie Stupsk.
W latach 1975–1998 przysiółek administracyjnie należał do województwa ciechanowskiego.